# Gârbău, Cluj
Gârbău este satul de reședință al comunei cu același nume din județul Cluj, Transilvania, România.

## Lăcașuri de cult

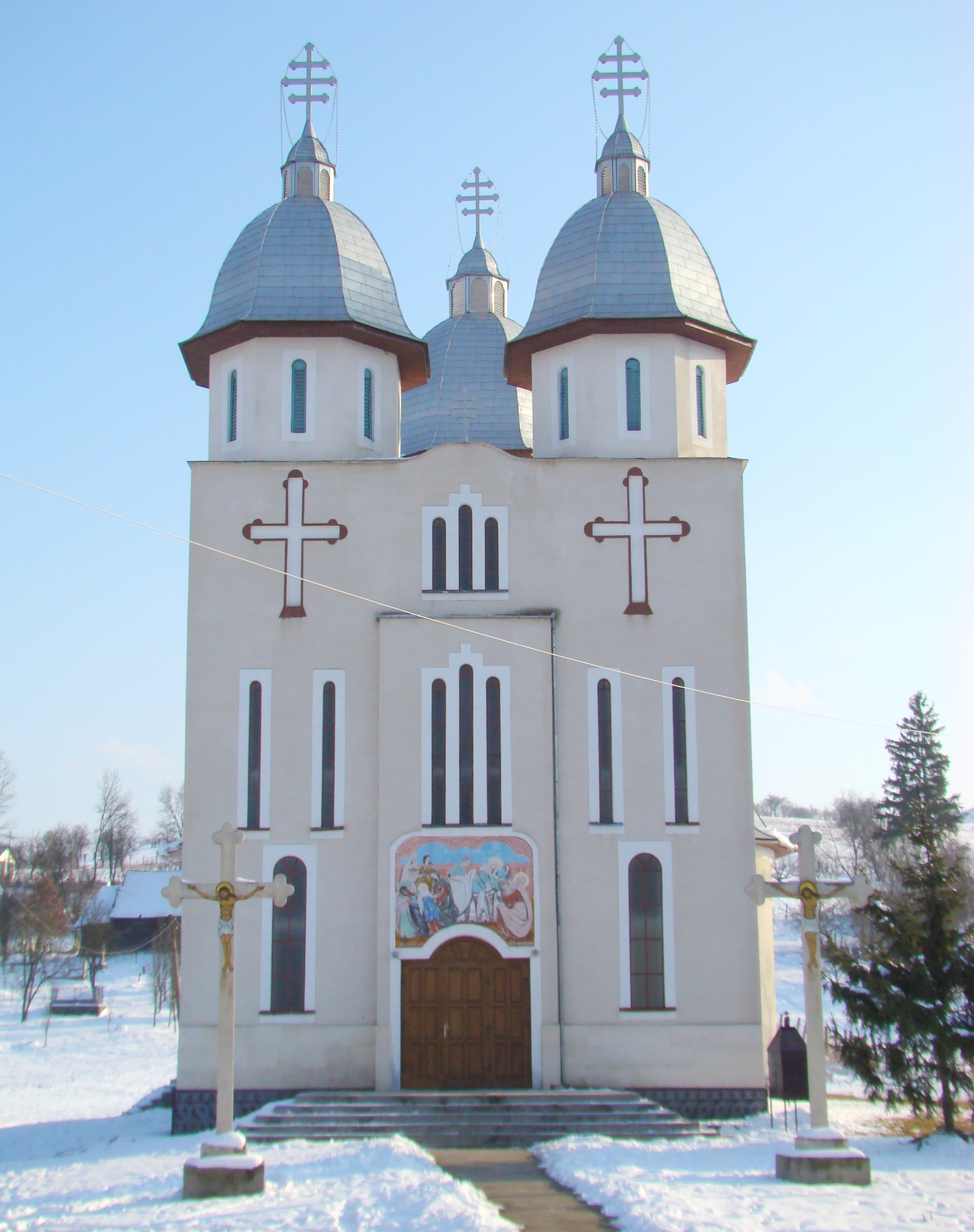
Biserica „Nașterea Sfântului Ioan Botezătorul”

Biserică ortodoxă a fost construită din cărămidă, în perioada 1991-2004, în timpul păstoririi preotului Ioan Bodea. Are formă de cruce bizantină, cu șase turnuri, abside generoase, o înălțime, la cupolă, de 30 m și o lungime totală de 24 m. Lăcașul de cult a fost pictat în tehnica frescă de pictorul Paul Bătăiosu din Huedin. Iconostasul este sculptat în lemn de stejar. Biserica are hramul „Nașterea Sfântului Ioan Botezătorul” și a fost sfințită de IPS Bartolomeu Anania, arhiepiscopul Vadului, Feleacului și Clujului, în data de 22 august 2004.

## Imagini

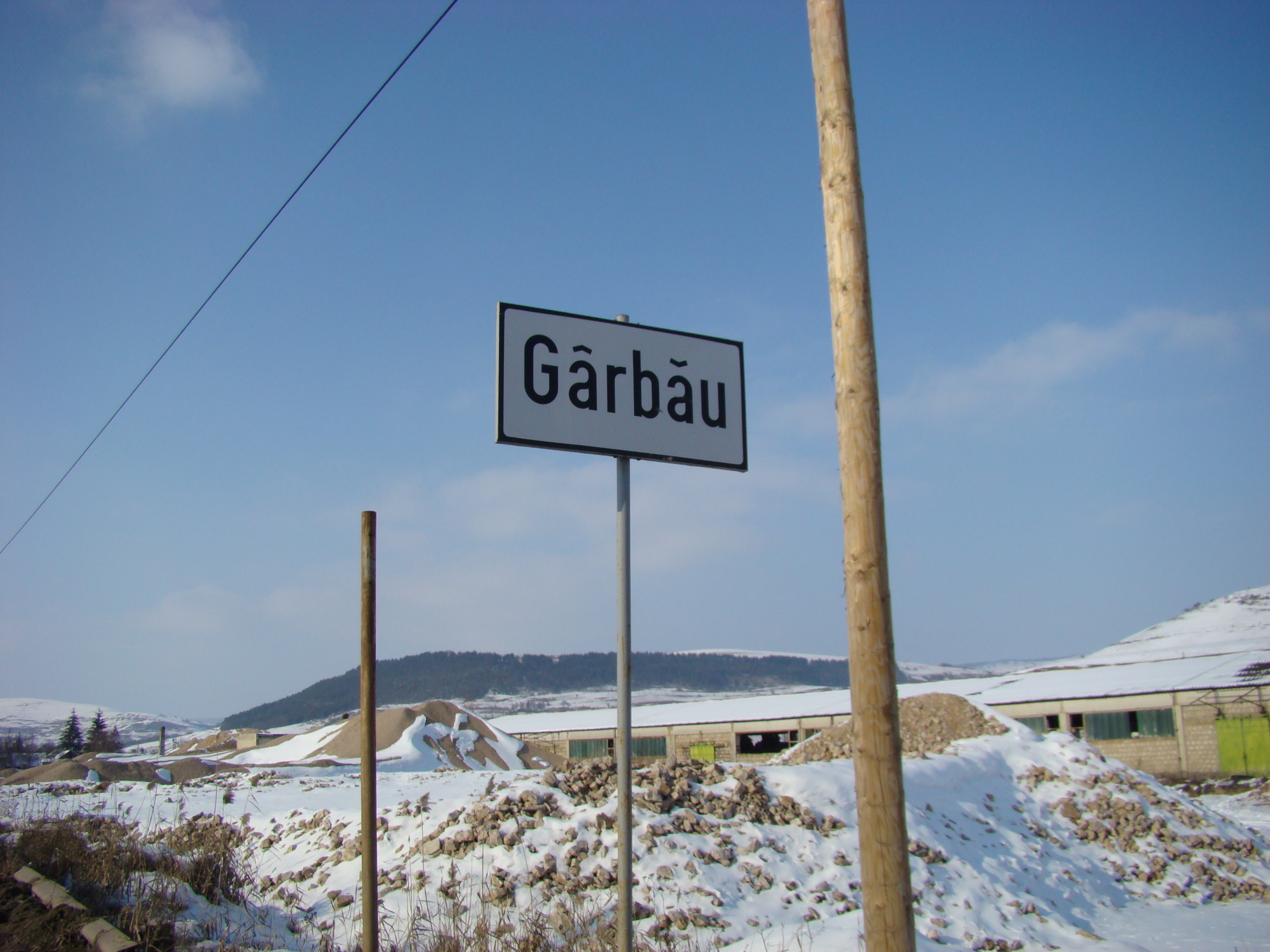
Intrarea în localitate
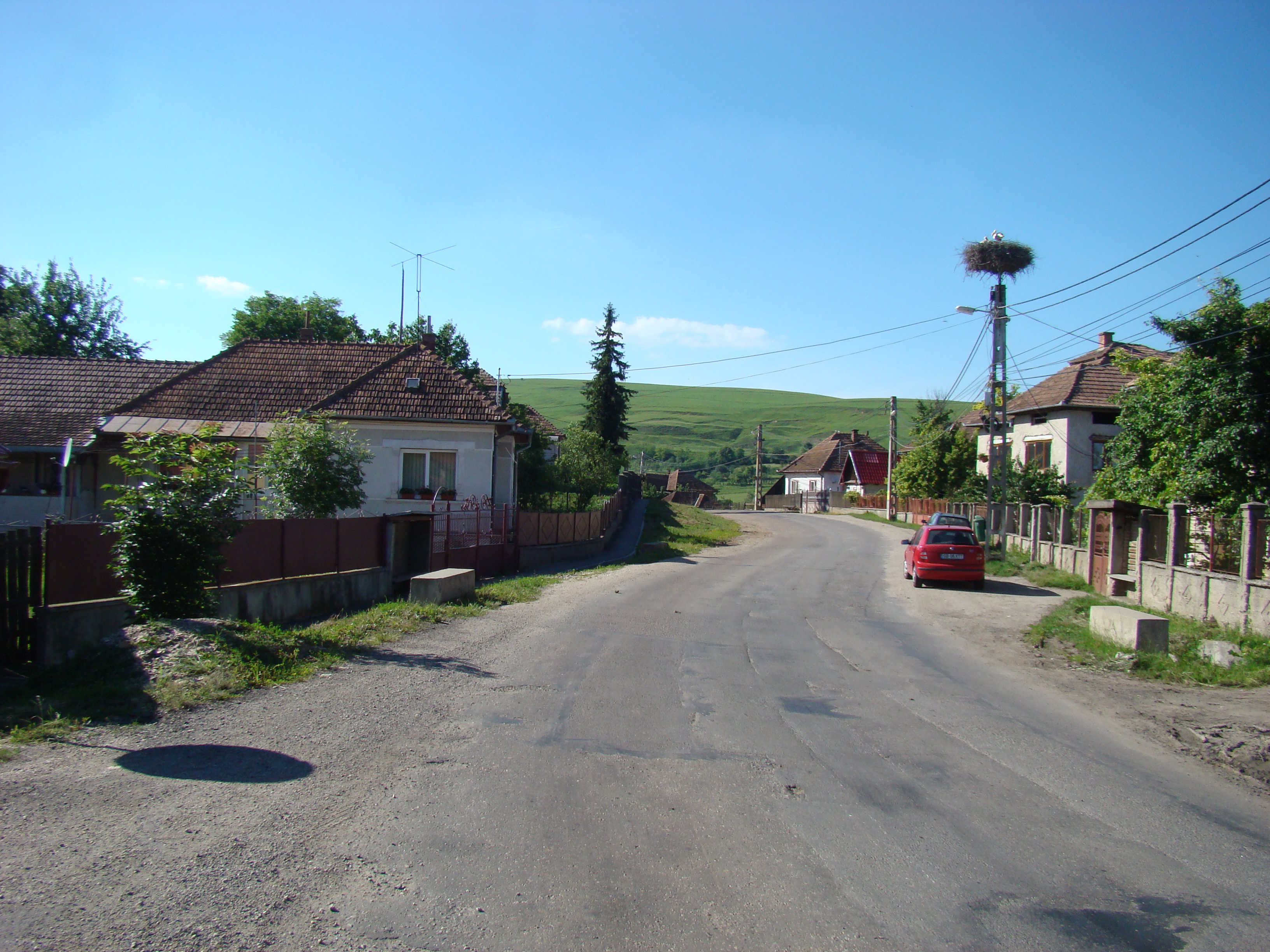
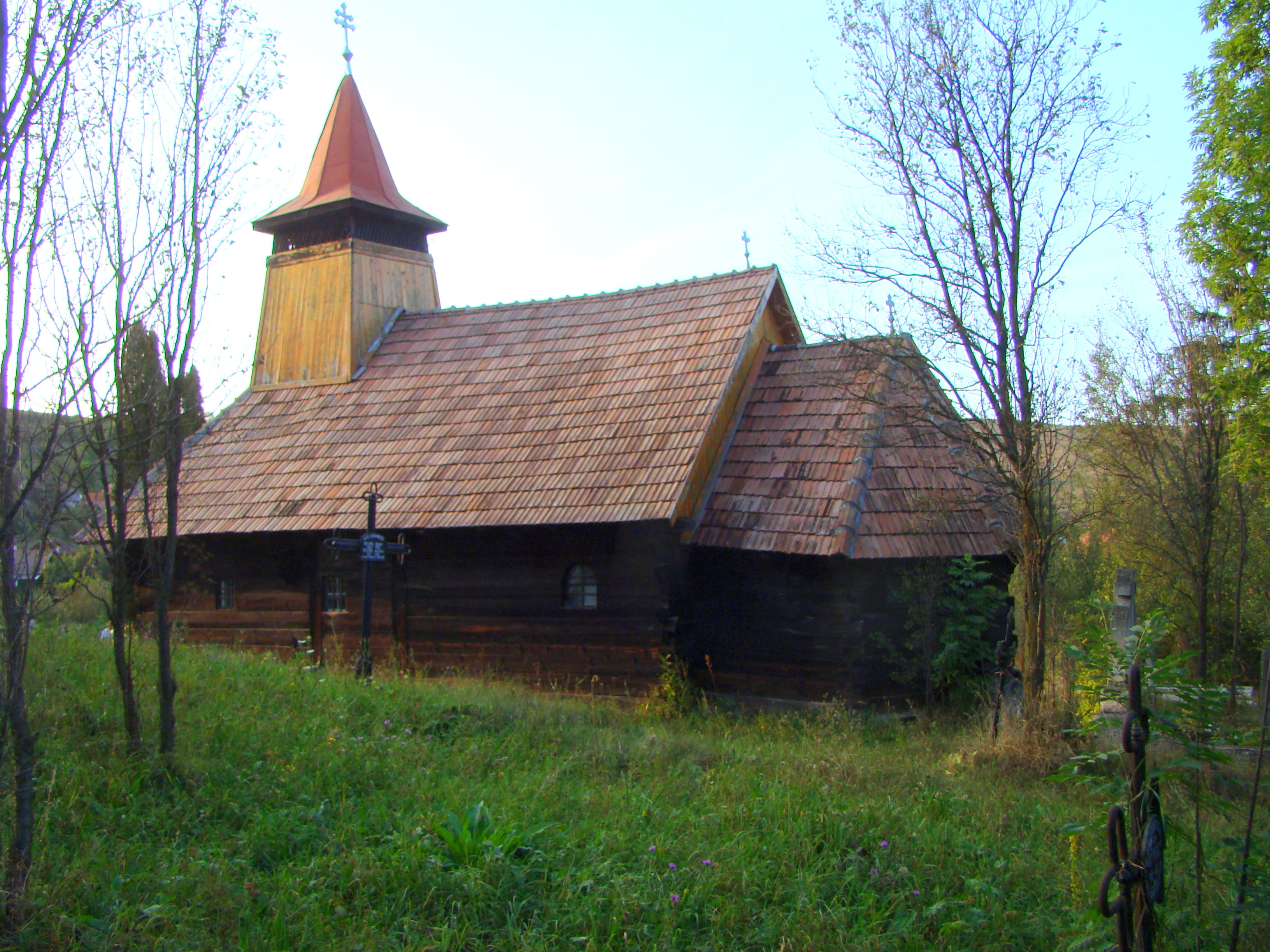
Biserica de lemn  (monument istoric)
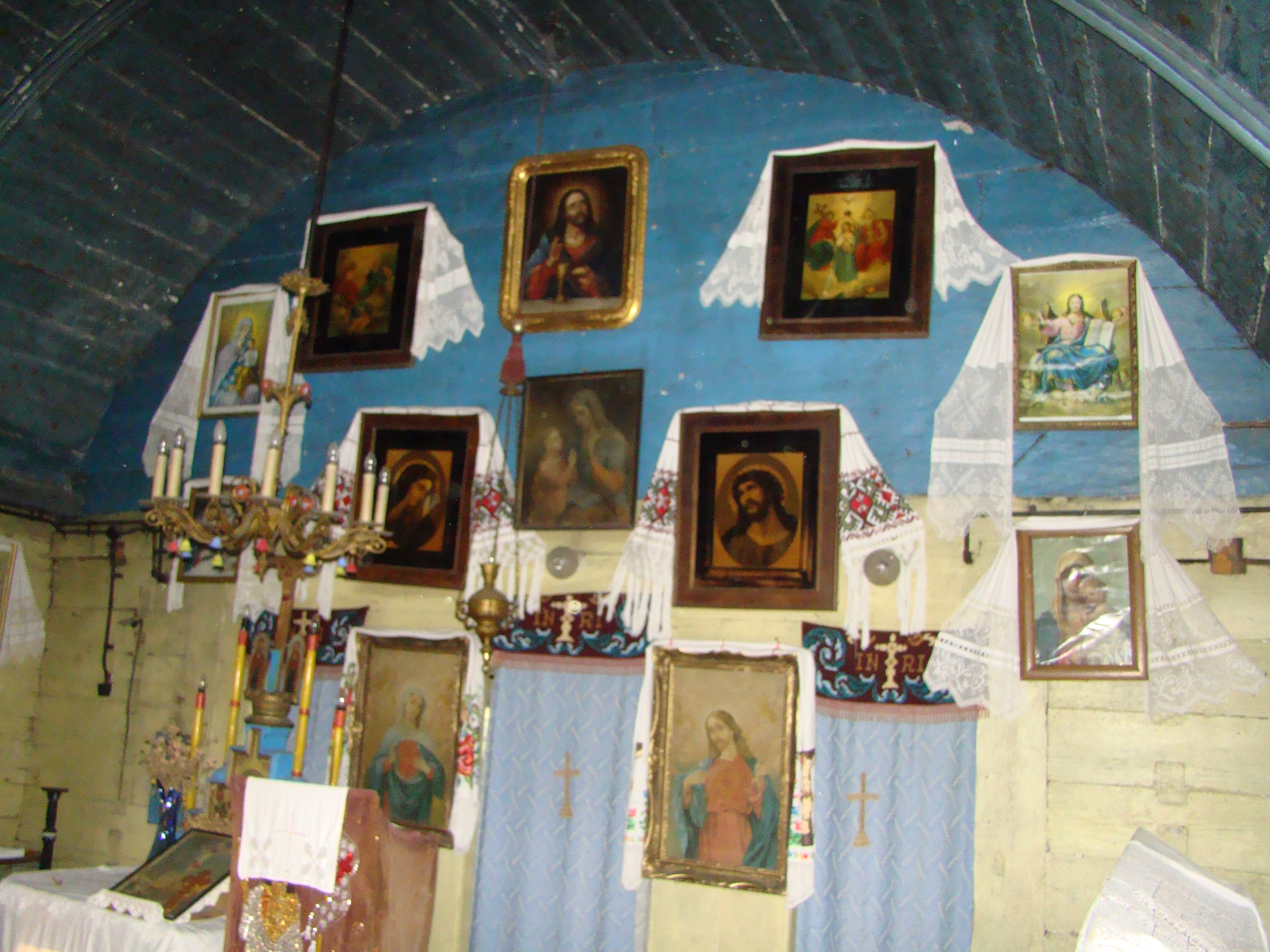
Biserica de lemn  (monument istoric)
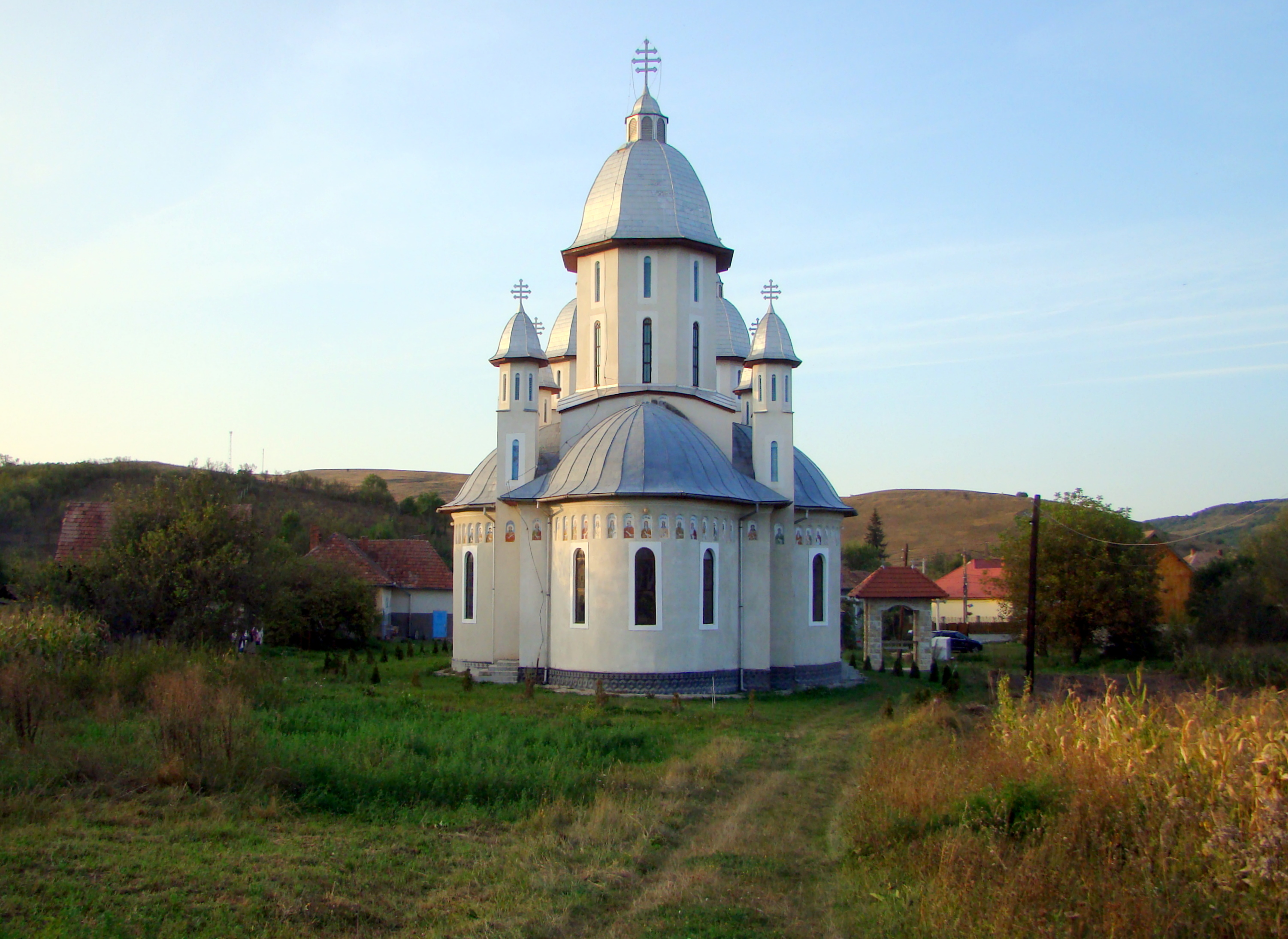
Biserica ortodoxă
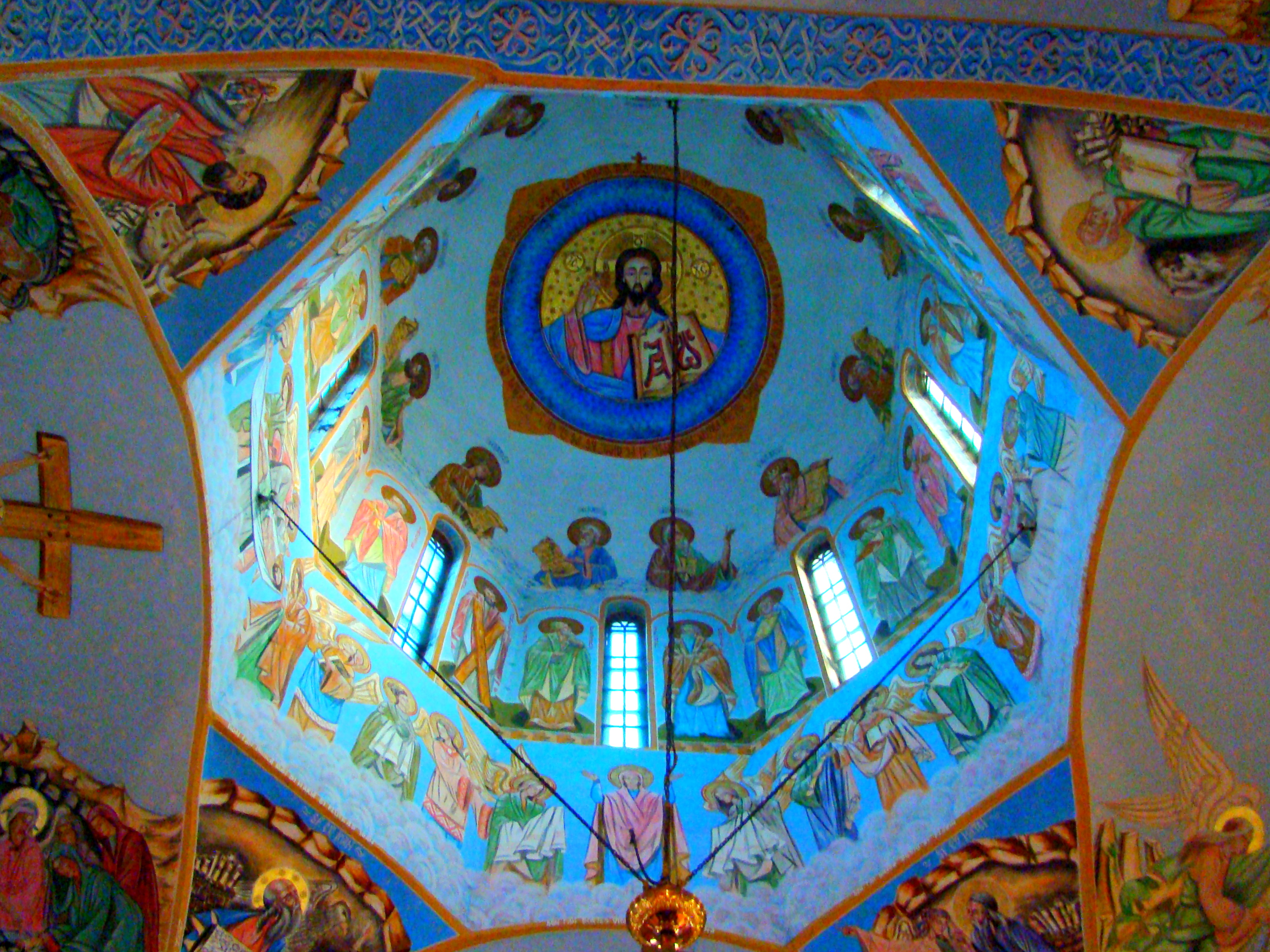
Biserica ortodoxă
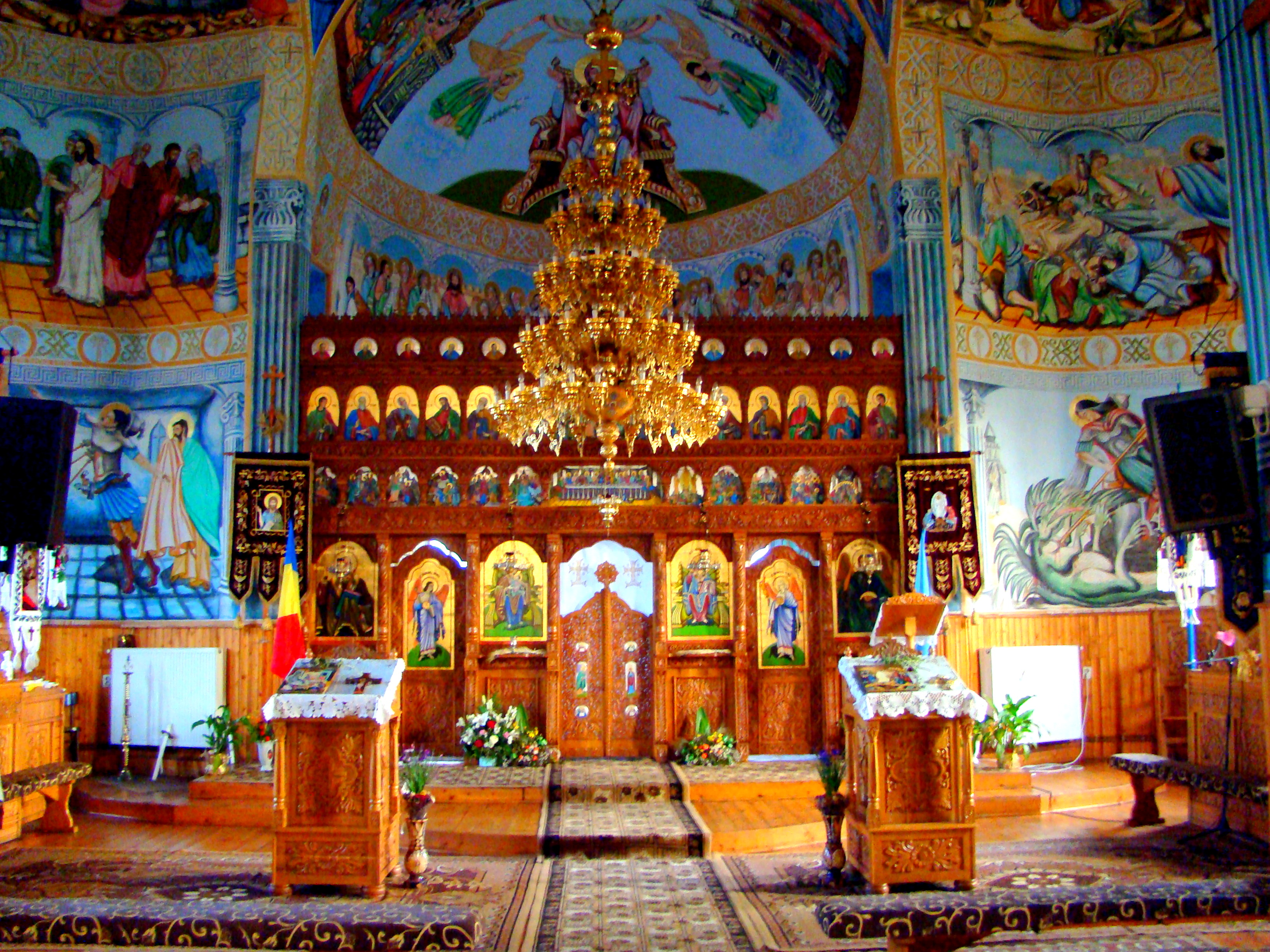
Biserica ortodoxă
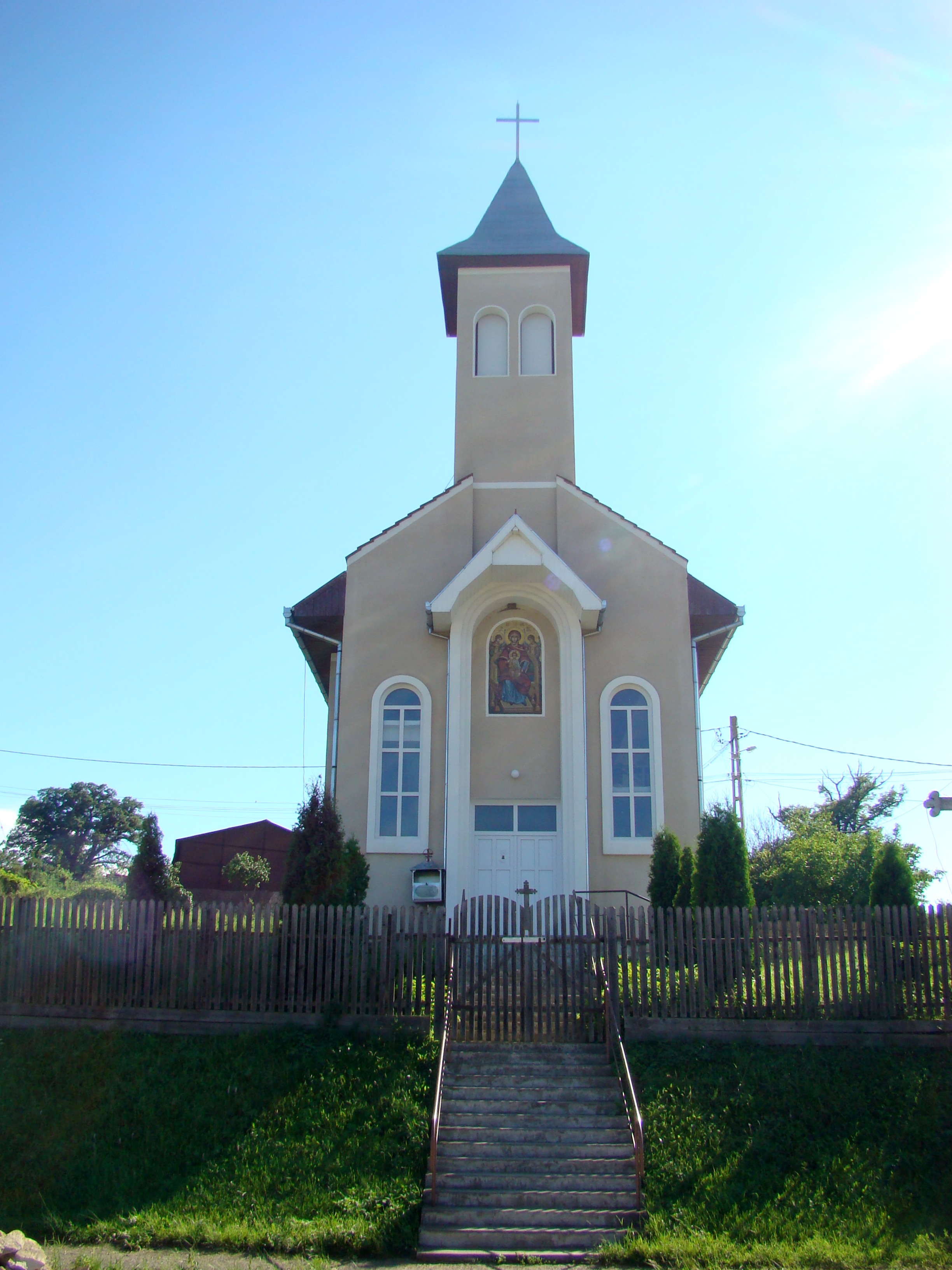
Biserica greco-catolică „Sfinții Arhangheli Mihail și Gavriil”
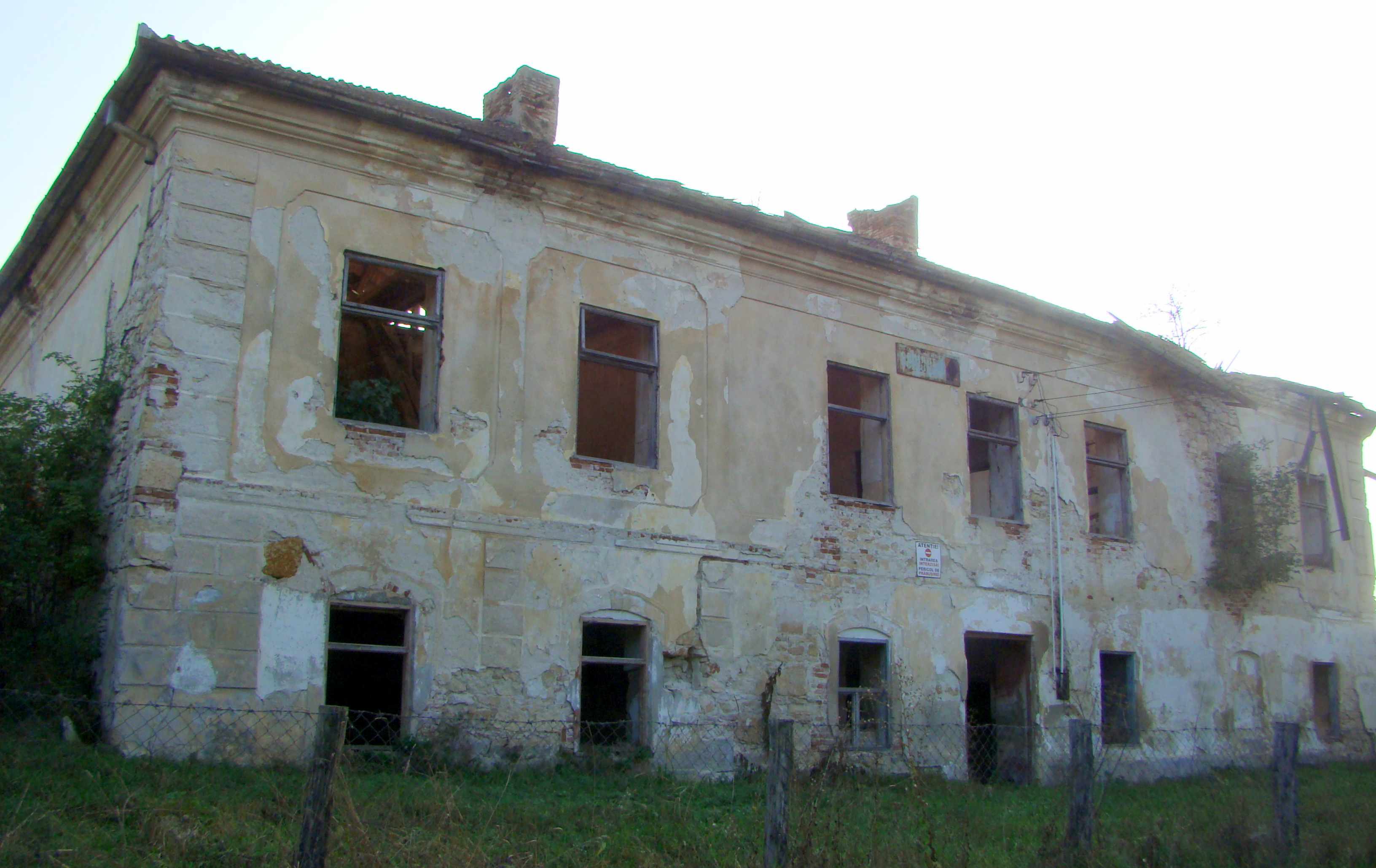
Conacul Laszay din Gârbău  (monument istoric)